# Фуриоса: Хроники Безумного Макса
«Фуриоса: Хроники Безумного Макса» (англ. Furiosa: A Mad Max Saga) — постапокалиптический приключенческий боевик австралийского режиссёра Джорджа Миллера, приквел фильма «Безумный Макс: Дорога ярости», рассказывающий о юношеских годах Фуриосы. Эту героиню сыграла Аня Тейлор-Джой, в других ролях снялись Крис Хемсворт, Том Бёрк, Лейчи Хьюм. Премьера фильма состоялась 15 мая 2024 года на Каннском кинофестивале, 24 мая того же года фильм вышел в театральный прокат. Сборы ненамного превысили бюджет, что означало финансовую неудачу. Мнения критиков о картине разошлись.

## Сюжет
Действие фильма происходит в постапокалиптическом будущем. Юную Фуриосу похищают члены Орды байкера Дементуса, которые надеются с её помощью найти страну изобилия, Зелёные Земли Тысячи Матерей. Девочка сбегает благодаря помощи своей матери Мэри Джабассы, Дементус настигает их и казнит Мэри, а Фуриосу забирает себе. Специалист Дементуса по истории советует девочке стать бесценной, но она хочет сбежать обратно в Зелёные Земли. Дементус и его орда натыкаются на фанатика из Цитадели и решают, что место, о котором он говорит, и есть та самая страна изобилия. Они отправляются в Цитадель. Дементус пытается поднять местных жителей против их лидера, которым оказывается Несмертный Джо, но терпит неудачу. Ему удаётся сбежать вместе с немногими последователями и Фуриосой.
Позже Дементус с помощью хитрости захватывает Топливный город. Он договаривается с Несмертным Джо о союзе и передаёт ему Фуриосу. Та сбегает из Цитадели, а потом возвращается в неё как простой рабочий, притворившись немым мальчиком. Она участвует в постройке боевой фуры, которую передают опытному водителю, преторианцу Джеку. Во время очередной поездки по «Дороге ярости» в Топливный город Фуриоса планирует побег, спрятав мотоцикл и припасы под машиной, но в пути на фуру нападают разбойники, прежде покинувшие банду Дементуса. Все воины Цитадели погибают, но Джеку и Фуриосе удаётся отбить атаку. Джек видит, что на самом деле немой механик — девушка. Фуриоса пытается его убить, позже герои решают создать вместе новый конвой. Под руководством Джека Фуриоса постепенно становится опытным солдатом и механиком. Она делится с Джеком своей мечтой о возвращении в Зелёные Земли.
Власть Дементуса над Топливным городом начинает слабеть. Он уже не может поставлять в Цитадель бензин, и поэтому просит о встрече с Несмертным Джо. Тот приказывает Джеку и Фуриосе привезти патроны со Свинцовой фермы, чтобы захватить Топливный город. Дементус успевает захватить Свинцовую ферму, устраивает засаду на Джека и Фуриосу и захватывает их в плен. В ходе погони Фуриосе почти отрубают руку. Джек умирает под пытками, а Фуриоса, скованная цепью, освобождается, оторвав руку. Она бредёт по пустыне, истекая кровью, пока неизвестный путник не замечает её и не отвозит в ближайшее поселение.
Фуриоса добирается до Несмертного Джо и рассказывает ему о плане Дементуса занять Цитадель, подставив под удар Топливный город. Джо, поверив Фуриосе, не поддаётся на уговоры покинуть Цитадель. Начинается война, которая длится 40 дней. Фуриоса создаёт роботизированную руку взамен оторванной и отправляется в погоню за Дементусом. Она настигает врага, тот насмехается над ней, говоря, что никакая месть не принесёт ей покоя. Далее зритель видит разные версии того, как Фуриоса поступила с Дементусом: выстрелила в голову, подвергла пыткам, использовала его тело как почву для персикового дерева, проросшего из косточек, чья родина — Зелёные Земли. В финале повзрослевшая Фуриоса срывает первый персик с дерева, растущего из живого искалеченного тела, и направляется в хранилище, где её ждут жёны Несмертного Джо. Они поднимаются на борт боевой фуры Фуриосы, чтобы совершить побег в Зелёные земли, показанный в фильме «Безумный Макс: Дорога ярости».

## В ролях
| Актёр           | Роль                             |
| --------------- | -------------------------------- |
| Аня Тейлор-Джой | Фуриоса                          |
| Крис Хемсворт   | Дементус                         |
| Том Бёрк        | Преторианец Джек                 |
| Элайла Браун    | юная Фуриоса                     |
| Лейчи Хьюм      | Несмертный Джо / Риздейл Пелл    |
| Джон Ховард     | Людоед                           |
| Джордж Шевцов   | историк                          |
| Энгус Сэмпсон   | органомеханик                    |
| Чарли Фрейзер   | Мэри Джабасса                    |
| Нейтан Джонс    | Риктус Эректус                   |
| Джош Хелман     | Скротус                          |
| Эльза Патаки    | генерал Вувалини / Мистер Нортон |
| Дэвид Коллинс   | Смег                             |
| Горан Д’Клюе    | Октобосс                         |
| Кларенс Райан   | Чернопалый                       |
| Ли Перри        | Главный Оружейник                |
| Дилан Адонис    | юная Валькирия                   |
| Джейкоб Томури  | Макс Рокатански                  |

## Производство
В 2011 году, в процессе написания сценария для «Безумного Макса: Дороги ярости», Джордж Миллер и Брендан МакКарти поняли, что у них достаточно сюжетного материала для ещё двух картин. В ноябре 2017 года стало известно, что иск, поданный производственной компанией Миллера против Warner Bros., скорее всего, задержит производство любых сиквелов. Позднее, в июле 2019 года, Миллер сказал в очередном интервью, что у него есть два сюжета с участием Безумного Макса и один с Фуриосой, причём он пока не решил, за какой браться в первую очередь.
В октябре 2020 года стало известно о начале работы над фильмом «Безумный Макс: Фуриоса». Миллер стал режиссёром проекта, принял участие в написании сценария (вместе с Нико Латурисом) и в продюсировании фильма (вместе с Дагом Митчеллом). Главная роль могла снова достаться Шарлиз Терон: Миллер рассматривал возможность её омоложения с помощью компьютерной графики, но в конце концов отказался от этой идеи (Терон признала, что её этот отказ «немного опечалил»). В числе кандидаток на роль рассматривалась Джоди Комер. В конце концов в главной роли утвердили Аню Тейлор-Джой. В фильме снялись также Крис Хемсворт и Яхья Абдул-Матин II, причём информацию о том, кого они играют, долго держали в секрете. Съёмки фильма закончились в октябре 2022 года.

## Прокат
В декабре 2020 года появились данные о том, что фильм выйдет в кинотеатральный прокат 23 июня 2023 года, однако позже начало релиза перенесли на 24 мая 2024 года. В марте 2024 года стало известно, что премьера состоится на Каннском кинофестивале 15 мая 2024 года. 24 мая картина вышла в прокат.

## Кассовые сборы
Фильм крайне неудачно показал себя в прокате — как американском, так и международном. За первые три дня показа с 24 мая по 27 мая в США он собрал всего 24,8 миллиона долларов, заметно ниже ожиданий: премьера пришлась на большой уикенд, связанный с Днём поминовения, и студия рассчитывала, что «Фуриоса» соберёт 40-45 млн долларов. В международном прокате картина собрала 105 млн долларов. Общие сборы составили 172 млн долларов при производственном бюджете в 168 млн.
Отдельные издания связали слабые сборы «Фуриосы» с излишней плотностью прокатного графика, со слабой популярностью франшизы в целом, с усталостью зрителей от всевозможных приквелов, с тем, что этот фильм — всего лишь спин-офф женского персонажа, которого к тому же сыграла новая актриса (при том что франшиза популярна главным образом у мужчин).

## Отзывы и оценки
По опросам зрителей, выходивших из кинотеатра, фильм не вызвал у них особого восторга; его оценили на B+ (приблизительно 4 с плюсом). 
По данным агрегатора Rotten Tomatoes, «Фуриоса» получила 90 % положительных рецензий журналистов и 89 % положительных отзывов посетителей сайта. Сайт обобщает мнения критиков так: «Ретроактивно обогащая „Дорогу ярости“ большей эмоциональной насыщенностью, хотя и не совсем соответствуя ей по силе воздействия, „Фуриоса“ становится еще одним великолепным поворотом в захватывающей дух гонке… Джорджа Миллера к кинематографической Валгалле».
Некоторые критики и кинематографисты призвали зрителей посмотреть фильм, не пугаясь его слабых кассовых сборов. Билдж Эбири из Vulture призвал аналитиков сосредоточиться на долгосрочных показателях и дать «Фуриосе» время. Он напомнил о «Барбигеймере» («Барби» и «Оппенгеймере»), собравших 75 % всей кассы уже после премьерного уик-энда благодаря сильному сарафанному радио. Режиссёр Уэс Болл, чей фильм «Планета обезьян: Новое царство» передвинули в прокате, чтобы избежать конкуренции с «Фуриосой», призвал зрителей посмотреть картину на большом экране: «Нравится фильм или нет, но такие творческие события случаются нечасто. Когда это происходит, постарайтесь насладиться грандиозностью всего этого в кинотеатре… „Фуриосу“ сняли потому, что „Дорогу ярости“ любили, а не потому, что она была кассовым хитом».
Автор рецензии для RogerEbert.com Роберт Дэниелс присудил фильму 4 звезды из 4 и назвал его «одним из лучших приквелов, когда-либо снятых». Пит Хэммонд из Deadline Hollywood счёл эту часть франшизы самой лучшей с точки зрения сценария. Питер Брэдшоу из The Guardian назвал Тейлор-Джой «невероятно убедительной героиней боевика», Джон Ньюджент из Empire — «феноменальной». По мнению Джады Юаня из The Washington Post, Хемсворт «создал одного из величайших экранных злодеев всех времен», а по мнению Джейка Уилсона из The Sydney Morning Herald, этот актёр «украл шоу».
Оуэн Глейберман из Variety раскритиковал «Фуриосу» за претенциозность. Николас Барбер из BBC, поставивший картине только 3 звезды из 5, счёл действие запутанным и изматывающим: с определённого момента его тошнило «от песка, взрывов, отталкивающего садистского насилия». Джон Макдональд из Australian Financial Review тоже низко оценил сценарий, назвав его одной из возможных причин финансовой неудачи картины (наряду с плохой игрой Хемсворта).